# Грифопітек
Грифопітек, (Griphopithecus) («загадкова мавпа», Абель 1902)— рід вимерлих в міоцені людиноподібних мавп, що входять в родину гомініди (Hominidae) або виділяють в окрему родину — грифопітеціди (Griphopithecidae).

## Характеристика
Грифопітек — нащадок афропітека. За даними Девіда Бігана (David Begun, Канада), грифопітек з'явився в Малій Азії (Туреччина) і центральній Європі (Німеччина) 16,5 млн років тому (бурдігальський ярус), незадовго до того, як Євразія була ізольована від Афро-Аравії черговою трансгресією Східного Тетіса.
Будучи ізольованим від африканських гомінін, грифопітек дав початок двом гілкам гомінін, що стали предковими формами:
- в Азії — орангутанів, триба Понгіні (Pongini),
- в Африці — горили, шимпанзе і людини, триба гомініні (Hominini)

## Кладистика
|  | Hylobates clade                                                                      |
|  |                                                                                      |
|  | \| \| Sivapithecus-Pongo clade \| \| \| \| \| \| Dryopithecus-Homo clade \| \| \| \| |
|  |                                                                                      |
|  | Sivapithecus-Pongo clade                                                             |
|  |                                                                                      |
|  | Dryopithecus-Homo clade                                                              |
|  |                                                                                      |

|  | Sivapithecus-Pongo clade |
|  |                          |
|  | Dryopithecus-Homo clade  |
|  |                          |